# Cinnyris sovimanga
El suimanga malgache (Cinnyris sovimanga) es una especie de ave paseriforme de la familia Nectariniidae propia de las islas del océano Índico.

## Distribución y hábitat
Es endémica del grupo de Aldabra (Seychelles), Madagascar e islas Gloriosas, en el océano Índico.

## Subespecies
Se reconocen las siguientes:
- C. s. sovimanga (Gmelin, JF, 1788) - Madagascar (excepto sur) e islas Gloriosas
- C. s. apolis Hartert, 1920 - sur de Madagascar
- C. s. aldabrensis Ridgway, 1894 - Aldabra.
- C. a. abbotti Ridgway, 1894 - Isla de Asunción.
- C. a. buchenorum Williams, JG, 1953 - Cosmoledo y Astove.